# Wanderer W 245
Der Wanderer W 245 ist ein Pkw der oberen Mittelklasse der Marke Wanderer mit 2,3-Liter-Sechszylindermotor und Hinterradantrieb.

## Modellgeschichte und Technik
Die Auto Union AG stellte ihn 1935 als hubraumstärkere Version des W 240 vor. Der W 245 war als viertürige Limousine (4 Fenster) und als viersitziger Tourenwagen auf dem Markt.
Der Wanderer W 250 mit gleicher Technik, aber 15 cm mehr Radstand (3,15 m), wurde parallel als viertürige Limousine (6 Fenster), zweitüriges Cabriolet (4 Fenster) und sechsitzige Pullman-Limousine angeboten. Die Karosserien der im Auto-Union-Werk Siegmar bei Chemnitz gebauten Limousinen stammten von Reutter in Stuttgart, während bei Gläser in Dresden die aus Siegmar gelieferten W-250-Fahrgestelle mit dem Cabriolet-Aufbau versehen wurden.
Der von Ferdinand Porsche bereits 1931 für den Wanderer W 20 konstruierte obengesteuerte Reihenmotor mit 2 Liter Hubraum wurde im Wanderer W 245/W 250 auf 2,3 Liter Hubraum vergrößert und leistete 50 PS bei 3300/min. Über ein Vierganggetriebe mit Mittelschalthebel wurden die Hinterräder angetrieben. Vom W 240 stammte das Fahrgestell mit U-Profil-Niederrahmen, vorderer Starrachse und Drehstabfederung; ebenso die hintere „Schwingachse“ (Pendelachse) mit Querfeder. Die hydraulisch betätigte „Öldruckbremse“ (Lizenz Lockheed) lieferte ATE.
1936 wurde der W 245 in Wanderer W 45 und der W 250 in Wanderer W 50 umbenannt. Die vordere Starrachse mit Drehstabfederung wurde durch eine Doppel-Querlenker-Konstruktion mit Querfeder ersetzt; die Motorleistung beider Modelle stieg auf 55 PS bei 3800/min.
Ebenfalls 1936 erschien ein Wanderer Spezial W 51 mit der Mechanik des W 50, aber neuer Karosserie als viertürige Limousine mit 6 Fenstern und zweitüriges Cabriolet mit 4 Fenstern.
Ab 1937 entfielen der W-45-Tourenwagen und die W-50-Pullman-Limousine, dafür gab es den W 45 als viersitziges Cabriolet mit 2 Fenstern. Die W 45/W 50 wurden 1938 durch die Modelle W 23/W 26 mit neu konstruierten seitengesteuerten 2,65-Liter-Sechszylindermotor abgelöst, wobei der W 23 hinten die einfachere „Schwebeachse“ anstelle der „Schwingachse“ (Pendelachse) erhielt. Gegenüber den Vorgängern mit 12-Volt-Anlage waren die W 23/W 26 (wie das kleinere Vierzylindermodell W 24) mit einer 6-Volt-Elektrik ausgerüstet.
Zusammen mit den Modellen W 21, W 235 und W 35 und den Modellen W 22, W 240, und W 40 wurden 29.111 Stück gebaut. Vom Modell Spezial W 51 entstanden ca. 800 Wagen.

## Technische Daten im Vergleich
|                       | W 245                             | W 250                             | W 45                              | W 50                              | Spezial W 51                      |
| --------------------- | --------------------------------- | --------------------------------- | --------------------------------- | --------------------------------- | --------------------------------- |
| Bauzeitraum           | 1935                              | 1935                              | 1936 – 1938                       | 1936 – 1938                       | 1936                              |
| Aufbauten             | T4, L4                            | L4, PL4, Cb2                      | T4, L4, Cb2                       | L4, PL4, Cb2                      | L4, Cb2                           |
| Motor                 | 6-Zylinder-Viertaktmotor in Reihe | 6-Zylinder-Viertaktmotor in Reihe | 6-Zylinder-Viertaktmotor in Reihe | 6-Zylinder-Viertaktmotor in Reihe | 6-Zylinder-Viertaktmotor in Reihe |
| Ventilsteuerung       | obengesteuert (OHV)               | obengesteuert (OHV)               | obengesteuert (OHV)               | obengesteuert (OHV)               | obengesteuert (OHV)               |
| Bohrung × Hub         | 71 mm × 95 mm                     | 71 mm × 95 mm                     | 71 mm × 95 mm                     | 71 mm × 95 mm                     | 71 mm × 95 mm                     |
| Hubraum               | 2257 cm³                          | 2257 cm³                          | 2257 cm³                          | 2257 cm³                          | 2257 cm³                          |
| Nennleistung          | 50 PS (36,8 kW) bei 3300/min      | 50 PS (36,8 kW) bei 3300/min      | 55 PS (40,5 kW) bei 3800/min      | 55 PS (40,5 kW) bei 3800/min      | 55 PS (40,5 kW) bei 3800/min      |
| Verbrauch             | 14 l/100 km                       | 14–15 l/100 km                    | 14 l/100 km                       | 14–15 l/100 km                    | 15 l/100 km                       |
| Höchstgeschwindigkeit | 105 km/h                          | 100–105 km/h                      | 105 km/h                          | 100–105 km/h                      | 105 km/h                          |
| Leergewicht           | 1275–1310 kg                      | 1275–1350 kg                      | 1275–1310 kg                      | 1275–1350 kg                      | 1410–1470 kg                      |
| zul. Gesamtgewicht    | 1725–1760 kg                      | 1725–1800 kg                      | 1725–1760 kg                      | 1725–1800 kg                      | 1810–1870 kg                      |
| Elektrik              | 12 Volt                           | 12 Volt                           | 12 Volt                           | 12 Volt                           | 12 Volt                           |
| Länge                 | 4500 mm                           | 4500–4650 mm                      | 4500 mm                           | 4500–4650 mm                      | 4700 mm                           |
| Breite                | 1670 mm                           | 1670 mm                           | 1670 mm                           | 1670 mm                           | 1680 mm                           |
| Höhe                  | 1650 mm                           | 1650–1670 mm                      | 1650 mm                           | 1650–1670 mm                      | 1650 mm                           |
| Radstand              | 3000 mm                           | 3000–3150 mm                      | 3000 mm                           | 3000–3150 mm                      | 3000 mm                           |
| Spur vorn/hinten      | 1350 mm/1350 mm                   | 1350 mm/1350 mm                   | 1350 mm/1350 mm                   | 1350 mm/1350 mm                   | 1350 mm/1350 mm                   |
| Wendekreis            | 12 m                              | 12–14,3 m                         | 12 m                              | 12–14,3 m                         | 12 m                              |

- T4 = 4-sitziger Tourenwagen
- L4 = 4-türige Limousine
- PL4 = 4-türige Pullman-Limousine
- Cb2 = 2-türiges Cabriolet

## Bilder

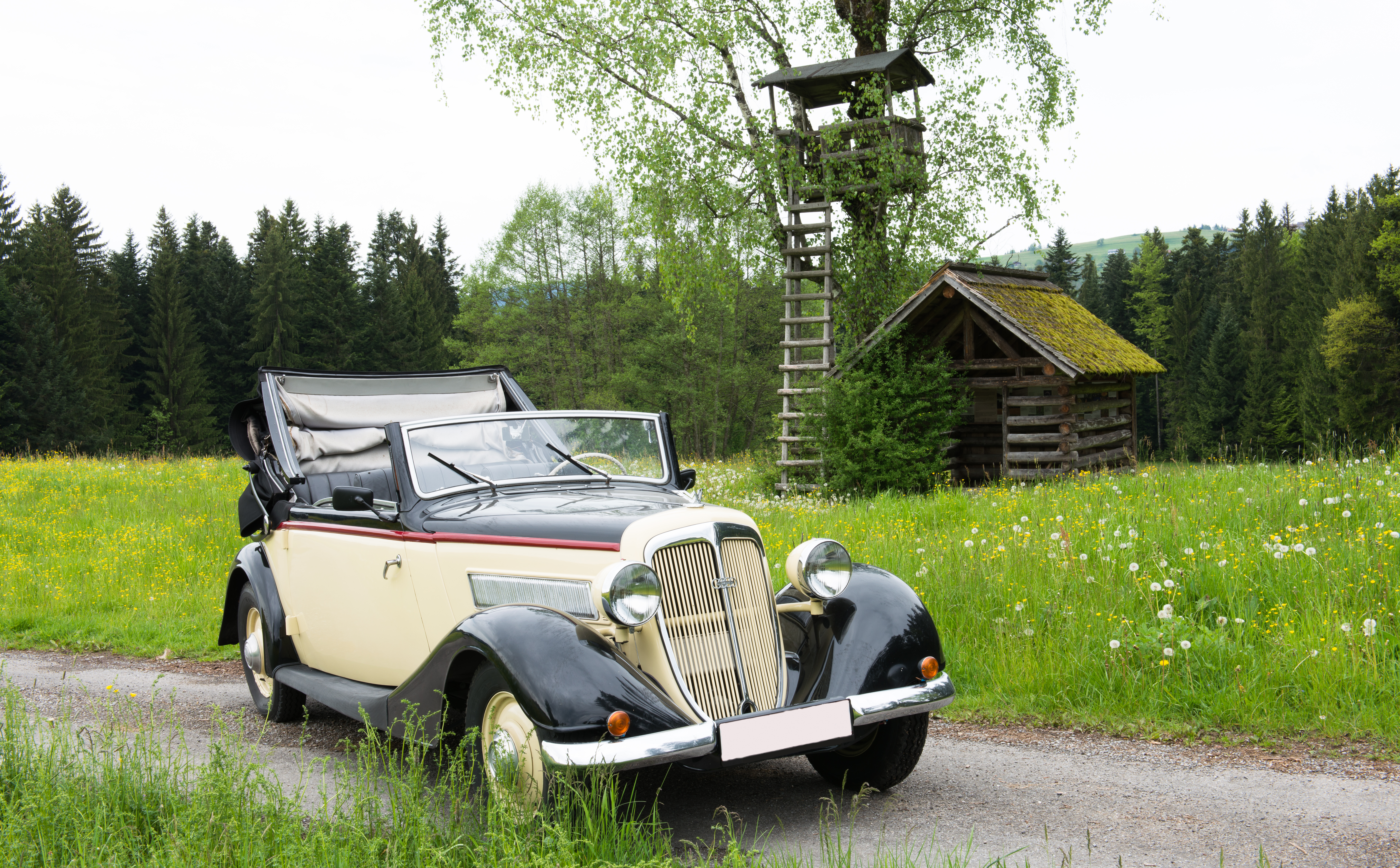
W 45 C2b
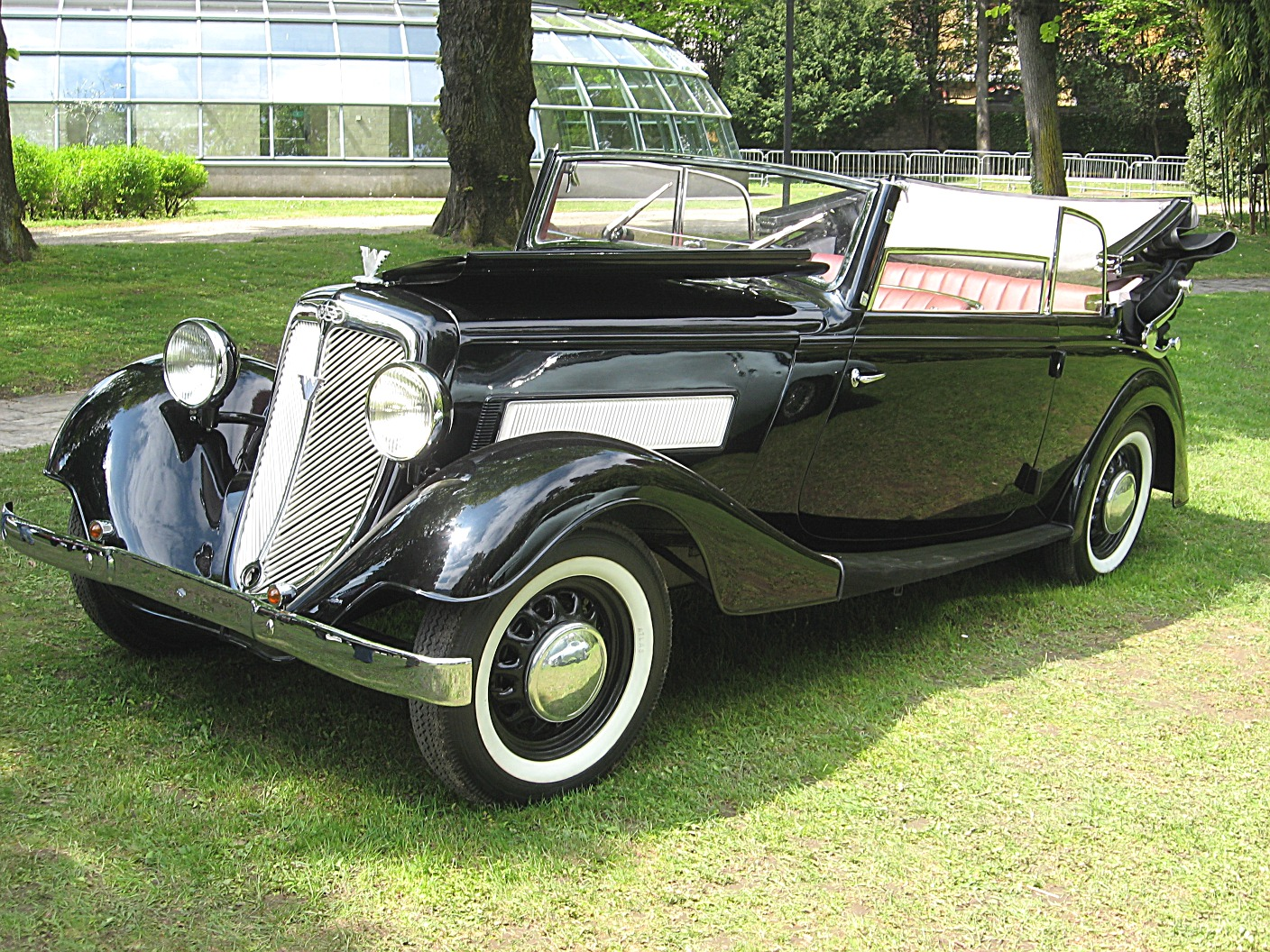
W 50 C2b
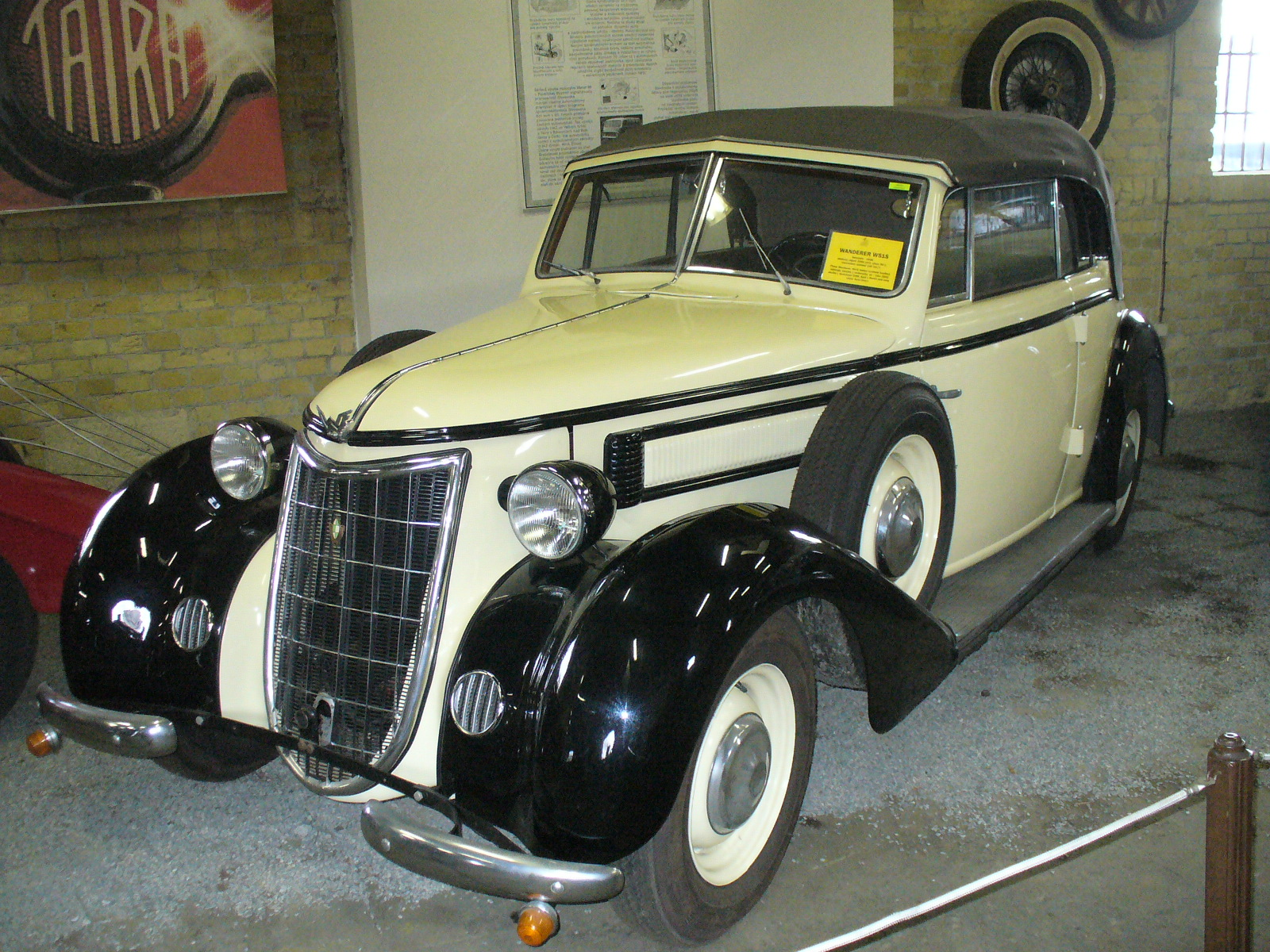
W 51S C2b